# Élections législatives de 2007 en Indre-et-Loire
Les élections législatives françaises de 2007 se déroulent les 10 et 17 juin 2007. Dans le département d'Indre-et-Loire, cinq députés sont à élire dans le cadre de cinq  circonscriptions. 

## Élus
| Circonscription | Député sortant                                        | Parti | Parti | Député élu ou réélu | Parti | Parti |
| --------------- | ----------------------------------------------------- | ----- | ----- | ------------------- | ----- | ----- |
| 1re             | Pascal Ménage suppléant de Renaud Donnedieu de Vabres |       | UMP   | Jean-Patrick Gille  |       | PS    |
| 2e              | Claude Greff                                          |       | UMP   | Claude Greff        |       | UMP   |
| 3e              | Jean-Jacques Descamps                                 |       | UMP   | Marisol Touraine    |       | PS    |
| 4e              | Hervé Novelli                                         |       | UMP   | Hervé Novelli       |       | UMP   |
| 5e              | Philippe Briand                                       |       | UMP   | Philippe Briand     |       | UMP   |

## Résultats

### Résultats à l'échelle du département
| Parti                                              | Parti                                | Premier tour | Premier tour | Second tour | Second tour | Sièges |
| Parti                                              | Parti                                | Voix         | %            | Voix        | %           | Sièges |
| -------------------------------------------------- | ------------------------------------ | ------------ | ------------ | ----------- | ----------- | ------ |
|                                                    | Union pour un mouvement populaire    | 110 135      | 44,23        | 126 248     | 52,30       | 3      |
|                                                    | Divers droite                        | 4 891        | 1,96         |             |             | 0      |
|                                                    | Majorité présidentielle              | 115 026      | 46,19        | 126 248     | 52,30       | 3      |
|                                                    |                                      |              |              |             |             |        |
|                                                    | Parti socialiste                     | 58 697       | 23,57        | 89 825      | 37,21       | 2      |
|                                                    | Parti radical de gauche              | 15 068       | 6,05         | 25 312      | 10,49       | 0      |
|                                                    | Parti communiste français            | 8 487        | 3,41         |             |             | 0      |
|                                                    | Les Verts                            | 7 287        | 2,93         | 0           |             |        |
|                                                    | Mouvement républicain et citoyen     | 491          | 0,20         | 0           |             |        |
|                                                    | Gauche parlementaire                 | 90 030       | 36,16        | 115 137     | 47,70       | 2      |
|                                                    |                                      |              |              |             |             |        |
|                                                    | UDF–Mouvement démocrate              | 18 612       | 7,47         |             |             | 0      |
|                                                    | Front national                       | 9 284        | 3,73         | 0           |             |        |
|                                                    | Extrême gauche dont LCR, LO et PT    | 9 164        | 3,68         | 0           |             |        |
|                                                    | Chasse, pêche, nature et traditions  | 2 790        | 1,12         | 0           |             |        |
|                                                    | Divers                               | 2 313        | 0,93         | 0           |             |        |
|                                                    | Le Trèfle - Les nouveaux écologistes | 1 006        | 0,40         | 0           |             |        |
|                                                    | Mouvement national républicain       | 782          | 0,31         | 0           |             |        |
|                                                    |                                      |              |              |             |             |        |
| Inscrits                                           | Inscrits                             | 403 627      | 100,00       | 403 634     | 100,00      | 5      |
| Abstentions                                        | Abstentions                          | 150 613      | 37,31        | 155 566     | 38,54       |        |
| Votants                                            | Votants                              | 253 014      | 62,69        | 248 068     | 61,46       |        |
| Blancs et nuls                                     | Blancs et nuls                       | 4 007        | 1,58         | 6 683       | 2,69        |        |
| Exprimés                                           | Exprimés                             | 249 007      | 98,42        | 241 385     | 97,31       |        |
| Source : Ministère de l'Intérieur - Indre-et-Loire |                                      |              |              |             |             |        |

### Résultats par circonscription

#### Première circonscription (Tours)
| Candidat       | Candidat                           | Parti               | Premier tour | Premier tour | Second tour | Second tour |  |
| Candidat       | Candidat                           | Parti               | Voix         | %            | Voix        | %           |  |
| -------------- | ---------------------------------- | ------------------- | ------------ | ------------ | ----------- | ----------- |  |
|                | Renaud Donnedieu de Vabres sortant | UMP                 | 12 163       | 38,13        | 15 160      | 48,93       |  |
|                | Jean-Patrick Gille élu             | PS                  | 10 171       | 31,89        | 15 826      | 51,07       |  |
|                | Colette Girard                     | UDF–MoDem           | 3 070        | 9,62         |             |             |  |
|                | Guillaume Peltier                  | MPF                 | 1 888        | 5,92         |             |             |  |
|                | Abderrahmane Marzouki              | Les Verts           | 1 150        | 3,61         |             |             |  |
|                | Fanny Puel                         | LCR                 | 1 020        | 3,2          |             |             |  |
|                | Brigitte Morea                     | FN                  | 842          | 2,64         |             |             |  |
|                | Pierre Texier                      | PCF                 | 745          | 2,34         |             |             |  |
|                | Bernard Bresteau                   | Divers              | 364          | 1,14         |             |             |  |
|                | Abd-El-Kader Ait Mohamed           | Extrême gauche (GA) | 279          | 0,87         |             |             |  |
|                | Étienne Cherblanc                  | LO                  | 206          | 0,65         |             |             |  |
|                | Charlotte Lechat                   | Divers              | 0            | 0            |             |             |  |
|                |                                    |                     |              |              |             |             |  |
| Inscrits       | Inscrits                           | Inscrits            | 54 537       | 100,00       | 54 537      | 100,00      |  |
| Abstentions    | Abstentions                        | Abstentions         | 22 338       | 40,96        | 22 712      | 41,65       |  |
| Votants        | Votants                            | Votants             | 32 199       | 59,04        | 31 825      | 58,35       |  |
| Blancs et nuls | Blancs et nuls                     | Blancs et nuls      | 301          | 0,93         | 839         | 2,64        |  |
| Exprimés       | Exprimés                           | Exprimés            | 31 898       | 99,07        | 30 986      | 97,36       |  |

#### Deuxième circonscription (Amboise)
| Candidat       | Candidat                   | Parti          | Premier tour | Premier tour | Second tour | Second tour |  |
| Candidat       | Candidat                   | Parti          | Voix         | %            | Voix        | %           |  |
| -------------- | -------------------------- | -------------- | ------------ | ------------ | ----------- | ----------- |  |
|                | Claude Greff sortant réélu | UMP            | 26 263       | 46,19        | 29 699      | 53,99       |  |
|                | Mélanie Fortier            | PRG            | 15 068       | 26,5         | 25 312      | 46,01       |  |
|                | Catherine Lalot            | UDF–MoDem      | 4 473        | 7,87         |             |             |  |
|                | Jean Guimard               | FN             | 2 249        | 3,96         |             |             |  |
|                | Jean-Claude Bragoulet      | Les Verts      | 2 038        | 3,58         |             |             |  |
|                | Dominique Touraine         | PCF            | 1 670        | 2,94         |             |             |  |
|                | Gérald Gaschet             | LCR            | 1 480        | 2,6          |             |             |  |
|                | Stanislas de La Ruffie     | MPF            | 802          | 1,41         |             |             |  |
|                | Patricia Boissy            | CPNT           | 619          | 1,09         |             |             |  |
|                | Sylvie Thiébaut            | LO             | 604          | 1,06         |             |             |  |
|                | Paul Olivier               | PT             | 478          | 0,84         |             |             |  |
|                | Mireille Fessler           | Divers         | 454          | 0,8          |             |             |  |
|                | Yolande Brives             | MRC            | 362          | 0,64         |             |             |  |
|                | Émile Paccard              | MNR            | 301          | 0,53         |             |             |  |
|                | Huguette Froehlich         | Divers         | 0            | 0            |             |             |  |
|                |                            |                |              |              |             |             |  |
| Inscrits       | Inscrits                   | Inscrits       | 92 052       | 100,00       | 92 050      | 100,00      |  |
| Abstentions    | Abstentions                | Abstentions    | 34 164       | 37,11        | 35 594      | 38,67       |  |
| Votants        | Votants                    | Votants        | 57 888       | 62,89        | 56 456      | 61,33       |  |
| Blancs et nuls | Blancs et nuls             | Blancs et nuls | 1 027        | 1,77         | 1 445       | 2,56        |  |
| Exprimés       | Exprimés                   | Exprimés       | 56 861       | 98,23        | 55 011      | 97,44       |  |

#### Troisième circonscription (Loches)
| Candidat       | Candidat                      | Parti          | Premier tour | Premier tour | Second tour | Second tour |  |
| Candidat       | Candidat                      | Parti          | Voix         | %            | Voix        | %           |  |
| -------------- | ----------------------------- | -------------- | ------------ | ------------ | ----------- | ----------- |  |
|                | Jean-Jacques Descamps sortant | UMP            | 24 769       | 42,49        | 28 463      | 49,78       |  |
|                | Marisol Touraine élue         | PS             | 17 526       | 30,06        | 28 714      | 50,22       |  |
|                | Marie-France Beaufils         | PCF            | 4 362        | 7,48         |             |             |  |
|                | Elisabeth Lemaure             | UDF–MoDem      | 3 646        | 6,25         |             |             |  |
|                | Jean Verdon                   | FN             | 2 360        | 4,05         |             |             |  |
|                | Caroline Deforge              | Les Verts      | 1 590        | 2,73         |             |             |  |
|                | Roland Blanchon               | LCR            | 1 093        | 1,87         |             |             |  |
|                | Christophe Heurtin            | CPNT           | 852          | 1,46         |             |             |  |
|                | Marguerite Olphe-Galliard     | MPF            | 626          | 1,07         |             |             |  |
|                | Annick Coutant                | Divers         | 558          | 0,96         |             |             |  |
|                | Michel Deguet                 | LO             | 538          | 0,92         |             |             |  |
|                | Évelyne Vignon                | MNR            | 247          | 0,42         |             |             |  |
|                | Koffi Ghyamphy                | MRC            | 129          | 0,22         |             |             |  |
|                |                               |                |              |              |             |             |  |
| Inscrits       | Inscrits                      | Inscrits       | 92 487       | 100,00       | 92 488      | 100,00      |  |
| Abstentions    | Abstentions                   | Abstentions    | 33 129       | 35,82        | 33 534      | 36,26       |  |
| Votants        | Votants                       | Votants        | 59 358       | 64,18        | 58 954      | 63,74       |  |
| Blancs et nuls | Blancs et nuls                | Blancs et nuls | 1 062        | 1,79         | 1 777       | 3,01        |  |
| Exprimés       | Exprimés                      | Exprimés       | 58 296       | 98,21        | 57 177      | 96,99       |  |

#### Quatrième circonscription (Chinon)
| Candidat       | Candidat                       | Parti          | Premier tour | Premier tour | Second tour | Second tour |  |
| Candidat       | Candidat                       | Parti          | Voix         | %            | Voix        | %           |  |
| -------------- | ------------------------------ | -------------- | ------------ | ------------ | ----------- | ----------- |  |
|                | Hervé Novelli sortant réélu    | UMP            | 23 564       | 44,24        | 27 157      | 52,56       |  |
|                | Philippe Le Breton             | PS             | 16 397       | 30,79        | 24 514      | 47,44       |  |
|                | Jean-Luc Navard                | UDF–MoDem      | 4 277        | 8,03         |             |             |  |
|                | Armelle Gantier                | FN             | 2 147        | 4,03         |             |             |  |
|                | Marie-Claire Robin             | Les Verts      | 1 278        | 2,4          |             |             |  |
|                | Marie-Paule Collard-Bouteiller | LCR            | 1 268        | 2,38         |             |             |  |
|                | Jean-Marie Lepézel             | PCF            | 1 094        | 2,05         |             |             |  |
|                | Xavier Boissy                  | CPNT           | 779          | 1,46         |             |             |  |
|                | Patrick Lepers                 | MPF            | 770          | 1,45         |             |             |  |
|                | Jean-Jacques Prodhomme         | LO             | 614          | 1,15         |             |             |  |
|                | Nathalie Christiaens           | LT-LNÉ         | 540          | 1,01         |             |             |  |
|                | Patrick Le Berre               | Divers         | 531          | 1            |             |             |  |
|                |                                |                |              |              |             |             |  |
| Inscrits       | Inscrits                       | Inscrits       | 86 403       | 100,00       | 86 402      | 100,00      |  |
| Abstentions    | Abstentions                    | Abstentions    | 32 294       | 37,38        | 33 291      | 38,53       |  |
| Votants        | Votants                        | Votants        | 54 109       | 62,62        | 53 111      | 61,47       |  |
| Blancs et nuls | Blancs et nuls                 | Blancs et nuls | 850          | 1,57         | 1 440       | 2,71        |  |
| Exprimés       | Exprimés                       | Exprimés       | 53 259       | 98,43        | 51 671      | 97,29       |  |

#### Cinquième circonscription (Langeais)
| Candidat       | Candidat                      | Parti          | Premier tour | Premier tour | Second tour | Second tour |  |
| Candidat       | Candidat                      | Parti          | Voix         | %            | Voix        | %           |  |
| -------------- | ----------------------------- | -------------- | ------------ | ------------ | ----------- | ----------- |  |
|                | Philippe Briand sortant réélu | UMP            | 23 376       | 48,01        | 25 769      | 55,37       |  |
|                | Claude Roiron                 | PS             | 14 603       | 29,99        | 20 771      | 44,63       |  |
|                | Élisabeth Kergoat             | UDF–MoDem      | 3 146        | 6,46         |             |             |  |
|                | Nelly Bertrand                | FN             | 1 686        | 3,46         |             |             |  |
|                | Roukya Atteye                 | Les Verts      | 1 231        | 2,53         |             |             |  |
|                | Sylvie Mercier                | LCR            | 946          | 1,94         |             |             |  |
|                | Hélène Gilot                  | MPF            | 805          | 1,65         |             |             |  |
|                | Elisabeth Maugars             | PCF            | 616          | 1,27         |             |             |  |
|                | Marianne Goubard              | CPNT           | 540          | 1,11         |             |             |  |
|                | Robert Bryche                 | LT-LNÉ         | 466          | 0,96         |             |             |  |
|                | Sébastien Souchu              | Divers         | 406          | 0,83         |             |             |  |
|                | Nicole Legeay                 | LO             | 343          | 0,7          |             |             |  |
|                | Yves Héricier                 | PT             | 295          | 0,61         |             |             |  |
|                | Jeannette Crouin              | MNR            | 234          | 0,48         |             |             |  |
|                |                               |                |              |              |             |             |  |
| Inscrits       | Inscrits                      | Inscrits       | 78 148       | 100,00       | 78 157      | 100,00      |  |
| Abstentions    | Abstentions                   | Abstentions    | 28 688       | 36,71        | 30 435      | 38,94       |  |
| Votants        | Votants                       | Votants        | 49 460       | 63,29        | 47 722      | 61,06       |  |
| Blancs et nuls | Blancs et nuls                | Blancs et nuls | 767          | 1,55         | 1 182       | 2,48        |  |
| Exprimés       | Exprimés                      | Exprimés       | 48 693       | 98,45        | 46 540      | 97,52       |  |